# Anschlussbahn Doberschütz–Röcknitz
| |                               |                                             |                                             |
| Streckenlänge: | 10,5 km                       |                                             |                                             |
| Spurweite: | 1435 mm (Normalspur)          |                                             |                                             |
| Streckengeschwindigkeit: | 12 km/h                       |                                             |                                             |
| |                               |                                             |                                             |
| Betreiber: | Hohburger Quarz-Porphyr-Werke |                                             |                                             |
| Bundesland: | Sachsen                       |                                             |                                             |
| \| \| \| von Halle (Saale) \| \| \| \| 0,00 \| Doberschütz (ex Bf) \| Doberschütz (ex Bf) \| \| \| \| nach Cottbus \| \| \| \| 2,25 \| Anschluss Müller / Ladestelle Strelln \| Anschluss Müller / Ladestelle Strelln \| \| \| 4,71 \| Landesgrenze Preußen/Sachsen \| Landesgrenze Preußen/Sachsen \| \| \| 5,75 \| Anschluss Lokschuppen \| Anschluss Lokschuppen \| \| \| 6,00 \| Anschluss Rittergut Röcknitz \| Anschluss Rittergut Röcknitz \| \| \| \| Schwarzer Bach \| \| \| \| 6,64 \| Anschluss Wächter \| Anschluss Wächter \| \| \| 7,25 \| Anschluss Steinbruch Steinberg \| Anschluss Steinbruch Steinberg \| \| \| 8,02 \| Anschluss Steinbruch Gaudlitzberg \| Anschluss Steinbruch Gaudlitzberg \| \| \| \| SÜ Wirtschaftsweg \| \| \| \| 8,31 \| Anschluss Steinbruch Zinkenberg (1896–?) \| Anschluss Steinbruch Zinkenberg (1896–?) \| \| \| 8,55 \| Anschluss Steinbruch Zinkenberg (1932–1981) \| Anschluss Steinbruch Zinkenberg (1932–1981) \| \| \| 8,92 \| Anschluss Steinbruch Frauenberg \| Anschluss Steinbruch Frauenberg \| \| \| \| von Eilenburg \| \| \| \| 10,46 \| Röcknitz Bbf \| Röcknitz Bbf \| \| \| \| nach Wurzen \| \| |                               |                                             |                                             |
| |                               | von Halle (Saale)                           |                                             |
| Haltepunkt / Haltestelle | 0,00                          | Doberschütz (ex Bf)                         | Doberschütz (ex Bf)                         |
| Abzweig ehemals geradeaus und nach links |                               | nach Cottbus                                | nach Cottbus                                |
| Abzweig geradeaus und nach rechts (Strecke außer Betrieb) | 2,25                          | Anschluss Müller / Ladestelle Strelln       | Anschluss Müller / Ladestelle Strelln       |
| Grenze (Strecke außer Betrieb) | 4,71                          | Landesgrenze Preußen/Sachsen                | Landesgrenze Preußen/Sachsen                |
| Abzweig geradeaus und von links (Strecke außer Betrieb) | 5,75                          | Anschluss Lokschuppen                       | Anschluss Lokschuppen                       |
| Abzweig geradeaus und nach links (Strecke außer Betrieb) | 6,00                          | Anschluss Rittergut Röcknitz                | Anschluss Rittergut Röcknitz                |
| Brücke über Wasserlauf (Strecke außer Betrieb) |                               | Schwarzer Bach                              | Schwarzer Bach                              |
| Abzweig geradeaus und nach links (Strecke außer Betrieb) | 6,64                          | Anschluss Wächter                           | Anschluss Wächter                           |
| Dienststation / Betriebs- oder Güterbahnhof (Strecke außer Betrieb) | 7,25                          | Anschluss Steinbruch Steinberg              | Anschluss Steinbruch Steinberg              |
| Abzweig geradeaus und von links (Strecke außer Betrieb) | 8,02                          | Anschluss Steinbruch Gaudlitzberg           | Anschluss Steinbruch Gaudlitzberg           |
| Strecke mit Straßenbrücke (Strecke außer Betrieb) |                               | SÜ Wirtschaftsweg                           | SÜ Wirtschaftsweg                           |
| Abzweig geradeaus und nach links (Strecke außer Betrieb) | 8,31                          | Anschluss Steinbruch Zinkenberg (1896–?)    | Anschluss Steinbruch Zinkenberg (1896–?)    |
| Abzweig geradeaus und nach links (Strecke außer Betrieb) | 8,55                          | Anschluss Steinbruch Zinkenberg (1932–1981) | Anschluss Steinbruch Zinkenberg (1932–1981) |
| Abzweig geradeaus und nach links (Strecke außer Betrieb) | 8,92                          | Anschluss Steinbruch Frauenberg             | Anschluss Steinbruch Frauenberg             |
| Abzweig ehemals geradeaus und von rechts |                               | von Eilenburg                               | von Eilenburg                               |
| ehemaliger Dienststation / Betriebs- oder Güterbahnhof | 10,46                         | Röcknitz Bbf                                | Röcknitz Bbf                                |
| |                               | nach Wurzen                                 |                                             |

Die Anschlussbahn Doberschütz–Röcknitz war eine normalspurige Anschluss- und Werkbahn in Sachsen und der preußischen Provinz Sachsen, heute in den Landkreisen Leipzig und Nordsachsen. Sie entstand Ende des 19. Jahrhunderts auf Initiative dort ansässiger Guts- und Steinbruchbesitzer für den Versand ihrer Erzeugnisse. Das Gleis begann im Bahnhof Doberschütz und endete zunächst im Steinbruch Zinkenberg bzw. Frauenberg bei Röcknitz. Mit dem Bau der Bahnstrecke Wurzen–Eilenburg wurde 1927 die nur noch kleine Lücke zwischen beiden Strecken geschlossen. Fortan erfolgte der Transport über den wesentlich näheren Bahnhof Röcknitz und der Betrieb über Doberschütz wurde eingestellt. Ein Teilstück wurde noch bis 2001 bedient.

## Geschichte

### Vorgeschichte
Im Oktober 1892 wandten sich die Rittergutsbesitzer Lutger Adolf von Schönberg auf Thammenhain und Carl Alfred von Wächter auf Röcknitz an die sächsische Amtshauptmannschaft Grimma mit dem Ansinnen, ihre Güter und Steinbrüche an die Eisenbahn anzuschließen. Ihr Plan sah eine schmalspurige Privatbahn vor, die zum Bahnhof Doberschütz an der Königlich-Preußischen Staatseisenbahnstrecke Halle–Cottbus führen sollte. Sowohl das Finanz- als auch das Innenministerium in Dresden beschieden das Projekt noch im selben Monat positiv und gestatteten die Vorarbeiten auf sächsischer Seite ab November 1892. Ob es tatsächlich zu diesen ersten Arbeiten kam, ist nicht bekannt. Jedoch änderten die Antragsteller ihre Pläne innerhalb eines Jahres grundlegend. Als sich nämlich im November 1893 ein Komitee zum Bau einer Schmalspurbahn von Torgau nach Schildau gebildet hatte, entschieden sich die Gutsbesitzer, sich diesen Planungen anzuschließen. Die private Anschlussbahn sollte nun zum Bahnhof Schildau führen und auf einer Länge von rund 10,3 Kilometern die Steinbrüche Löbenberg, Gaudlitzberg und Zinkenberg erschließen. Die Zweiggleise hätten zusätzlich eine Länge von 4,5 Kilometer umfasst. Die sächsische Landesregierung genehmigte das Ansinnen im Februar 1894. In der Folgezeit wurde das Projekt vom Hallenser Architekturbüro Knoch und Kallmeyer detailliert ausgearbeitet und die Baugenehmigung am 15. Dezember 1894 erteilt. Jedoch kam das Bahnprojekt Torgau–Schildau nicht zu Stande und so waren auch die Planungen für die Anschlussbahn schließlich hinfällig.

### Bau und Betrieb
So wandten sich die Gutsbesitzer wieder der Idee des ursprünglichen Trassenverlaufs nach Doberschütz zu, nunmehr aber als normalspurige Strecke. Das hatte die Vorteile, dass zum einen mit den breiteren Wagen ein höheres Volumen pro Zug transportiert werden konnte und zum anderen, dass das sonst erforderliche Umladen in Doberschütz entfiel. Ein Ingenieur namens Creil erarbeitete die notwendigen Unterlagen, die im Januar 1896 der Landesregierung zur Prüfung vorgelegt wurden. Ohne Beanstandung wurde die Genehmigung zum Bau erteilt, der sodann mit der Firma Vering & Waechter begann. Im Oktober desselben Jahres waren die Erdarbeiten beendet und Gleisbau auf der zunächst 8,5 Kilometer langen Trasse begannen. Im November 1896 zog sich der Gutsbesitzer Wächter vom Bahnbau zurück und übertrug sämtliche Rechte an seinen Mitstreiter Schönberg. Am 14. November 1896 wurde die Bahn von der Amtshauptmannschaft Grimma abgenommen und einen Tag später zur landespolizeilichen Abnahme vorgestellt. Da noch Restarbeiten auszuführen waren, war eine zweite Besichtigung vereinbart worden, ehe im Frühjahr 1897 die Betriebserlaubnis erteilt wurde. Offizieller Betriebsbeginn war der 1. Dezember 1896.
Das vorläufige Streckenende war der Steinbruch Zinkenberg. Am 10. Mai 1899 wechselte die Betriebsführung auf die neu gegründete Hohburger Quarz-Porphyr-Werke A.G., die auch den benachbarten Steinbruch Frauenberg betrieben. Zunächst wurde das dort gebrochene Gestein mittels einer 600-mm-Pferdebahn zur nächsten Ladestelle transportiert, ehe im Jahr 1900 der Anschluss an das vorhandene Regelspurgleis erfolgte. Mit dem Bau der Bahnstrecke Wurzen–Eilenburg wurde der rund 1,2 Kilometer lange Lückenschluss hergestellt und mit 11 Kilometern die größte Ausdehnung der Anschlussstrecke erreicht. Die Trassierung des kurzen Stückes war anspruchsvoll, da auf kurzer Strecke ein beträchtlicher Höhenunterschied bewältigt werden musste. Die Strecke wies hier ein Gefälle von 27 Promille auf. Es entstand ein neuer Übergabebahnhof mit dem Namen Röcknitz, über den der Versand der Steinbruchzüge fortan erfolgte.

Historische Ansichten
Streckengleis, Lokschuppen und Direktionsgebäude der Steinbruchverwaltung auf einer Ansichtskarte (um 1900)
Lokschuppen Röcknitz, davor Arbeiter (Foto: Max Radig, 1910)
Verladung am Anschluss Steinberg (Foto: Max Radig, 1910)

### Stilllegung
Das Gleis zum Bahnhof Doberschütz und die Ladestelle Strelln wurden schon bald danach aufgegeben und abgebaut. Mit der Schließung der Steinbrüche wurde die Anschlussstrecke immer weiter verkürzt. Das Werk Frauenberg war der letzte aktive Betrieb entlang der Strecke und schloss 2001. Von der Anschlussbahn zeugen heute noch der rund 1,5 Kilometer lange Anschluss ins Werk Frauenberg und der viergleisige Übergabebahnhof Röcknitz, die beide jedoch stillgelegt sind. Entlang der ehemaligen Trasse ist durch Bahndämme und Vegetationsschneisen der Verlauf noch größtenteils ablesbar.

## Betrieb
Für den Betrieb auf der Privatanschlussbahn erließ die Königliche Eisenbahndirektion Halle die Vorschrift für den Betrieb auf dem Privatanschlußgleise des Herrn Baron von Schönberg von Doberschütz nach Röcknitz. Die Höchstgeschwindigkeit betrug 12 Kilometer pro Stunde. Die Transportaufgaben erledigte eine eigene Dampflokomotive, für die in Röcknitz ein Lokschuppen errichtet wurde.
Im Jahr 1898 kamen 7947 Wagenladungen Schotter auf die Schiene, gefolgt von 8617 im Jahr 1899 und 9892 im Jahr 1900. In den Folgejahren steigerte sich das Frachtaufkommen weiter. Daneben versandten die angeschlossenen Güter in geringerem Umfang Feldfrüchte und empfingen Kohle und Düngemittel.

## Anschlüsse
Die rund 11 Kilometer lange Stammstrecke erschloss im Laufe der Zeit acht Anschlüsse, die zusammen eine Länge von nochmals mehreren Kilometern erreichten. Der Steinbruch Zinkenberg erhielt später einen zweiten etwas versetzten Anschluss. Die Tabelle gibt einen Überblick.
| Nummer | km   | Anschluss                           | Länge   | Beschreibung | Betriebszeit |
| ------ | ---- | ----------------------------------- | ------- | --- | ------------ |
|        |      |                                     |         | |              |
| 1      | 2,25 | Ladestelle Strelln, Müllersches Gut | < 100 m | Die Ladestelle Strelln befand sich weit außerhalb des namensgebenden Ortes und diente dem von einem Herren Müller gepachteten Rittergut Strelln zum Empfang und Versand. Auf dem abzweigenden nur kurzen Ladegleis war die Aufstellung von zwei bis drei Güterwagen möglich. Strelln war der einzige Anschluss auf preußischer Seite.                                                  | 1896–~1927   |
| 2      | 5,75 | Lokschuppen Röcknitz                | < 100 m | Der Lokschuppen für die einzige Lokomotive der Anschlussbahn befand sich am Rand des Ortes Röcknitz. Er war massiv gebaut und mit einem Stand ausgestattet. Auch hier gab es nur ein kurzes Zweiggleis. In unmittelbarer Nähe befand sich das Direktionsgebäude des Steinbruchbetriebs.                                                                                                | 1896–?       |
| 3      | 6,00 | Rittergut Röcknitz                  | 100 m   | Der Anschluss zum Rittergut Röcknitz zweigte direkt nach dem Bahnübergang der Straße Bahndamm ab. Wie lange der Anschluss bestand, ist nicht bekannt. | 1900–?       |
| 4      | 6,64 | Wächter                             | 100 m   | Knapp 500 Meter nach Überquerung des Schwarzen Bachs zweigte dieser Privatanschluss des Herrn von Wächter ab. | 1896–1920    |
| 5      | 7,25 | Steinbruch Steinberg                | ?       | Der Anschluss des Steinbruchs Steinberg bestand aus einem Ladegleis, das zu beiden Enden an des Streckengleis angeschlossen war. Die Trasse wies an dieser Stelle starkes Gefälle auf. Die beiden Weichen waren mit Sperrschwellen gesichert. | 1896–1905    |
| 6      | 8,02 | Steinbruch Gaudlitzberg             | > 900 m | Am Gaudlitzberg standen zwei Stumpfgleise zur Beladung zur Verfügung. Bereits 1900 wurde eine Verlängerung des Anschlusses um 575 Meter beantragt. Allerdings wurden über 900 Meter Gleise verlegt, so dass die Bauaufsicht eine Mängelbeseitigung und nachträgliche Genehmigung forderte, die 1902 erteilt wurde. Später wurde dieser Anschluss nochmals erweitert.                   | 1896–1961    |
| 7.1    | 8,31 | Steinbruch Zinkenberg               | 240 m   | Beim Steinbruch Zinkenberg befand sich zunächst das Streckenende. Es bestand aus zwei Ladegleisen, davon ein Stumpfgleis. Später erhielt der Steinbruch einen weiteren Anschluss (siehe unten). Ob beide Anschlüsse gleichzeitig genutzt worden, ist nicht überliefert. | 1896–?       |
| 7.2    | 8,55 | Steinbruch Zinkenberg               | 440 m   | 1932 erhielt der Steinbruch Zinkenberg einen neuen Bahnanschluss. Beim Bau eines Schotterwerks und einer Feinsplittanlage bis 1934 wurden Teile des alten Ladegleises überbaut. | 1932–1981    |
| 8      | 8,92 | Steinbruch Frauenberg               | 2.500 m | Der Steinbruch Frauenberg ging 1899 in den Besitz der Hohburger Quarz-Porphyr-Werke A.G. über und wurde 1900 an das Streckengeleis angeschlossen. Er war der am längsten bediente Anschluss entlang der Strecke und bestand zuletzt aus zwei Zufuhr- und einem Abholgleis. Die auf rund 2,5 Kilometer angewachsene Anlage ist noch vollständig erhalten, liegt jedoch seit 2001 brach. | 1900–2001    |